# النقش (تل الدفن)
في علم آثار أمريكا الشمالية، النقش الغائر هو مصطلح من الفن المطبق على تلال الدفن التي تشير إلى تصميم مقطوع إلى سطح صلب. في هذه الحالة، تحتوي تلال الدفن على تصميمات مقطوعة في الأرض، على الرغم من أن النقش الغائر ينطبق على نطاق واسع على تلال الدفن التي ترتفع فوق السطح الطبيعي للتضاريس. هناك الكثير من الأشكال النادرة حيث تُترك على شكل مسافات بادئة أسفل التضاريس الطبيعية. عادة ما تكون في بعض أشكال الدمى مثل تلة النمر انتاليو ،والتي يمكن رؤيتها في فورت أتكينسون، ويسكونسن. حيث تكون آخر تل غائر متبقي في الولاية.